# サミー・ボス
サミー・ボス（Sammy Bossut、1985年8月11日 - ）は、ベルギー・ティルト出身のプロサッカー選手。ポジションはGK。

## 経歴

### クラブ
2部所属のKSVハーレルベーケでキャリアをスタート。2003年12月20日のRWDMブリュッセルFC戦でプロデビュー。2004年1月20日のKSVルーセラーレ戦で初スタメン。クラブはシーズン終了時に3部に降格したが、ボスは残留を決断。2004-05シーズンは1試合、翌シーズンは5試合に出場した。
2006年7月、第2キーパーを探していたSVズルテ・ワレヘムへ移籍。12月20日、RSCアンデルレヒトとのベルギー・スーパーカップで移籍後初出場。その後はライバルとポジション争いを繰り広げ、2008年3月頃からレギュラーに定着した。

### 代表
シルヴィオ・プロトの負傷離脱に伴い、マルク・ヴィルモッツ監督が第3キーパーとして2014 FIFAワールドカップ参加メンバーに追加登録した。2014年5月26日のルクセンブルク戦で代表初出場を果たしたが、ヴィルモッツ監督が枠を超過して交代を行ったことから、6月4日にFIFAの裁定により無効試合となってしまった。

## 代表歴

### 出場大会
- ベルギー代表
  - 2014 FIFAワールドカップ

### 試合数
- 国際Aマッチ 1試合 0得点（2014年）[7]

| ベルギー代表 | 国際Aマッチ | 国際Aマッチ |
| 年           | 出場        | 得点        |
| ------------ | ----------- | ----------- |
| 2014         | 1           | 0           |
| 通算         | 1           | 0           |

## タイトル
ズルテ・ワレヘム
- ベルギー・カップ: 2016-17[8]